# 세이킬로스의 비문

세이킬로스의 비

세이킬로스의 비문(Epitaph of Seikilos)은 튀르키예의 아이든에서 발견된 고대 그리스의 비문으로, 여기에 기록된 악보는 현존하는 가장 오래된 완전한 악보이다.

## 개요
해당 악보는 현존하는 고대 그리스의 악보 중에서 곡 전체가 온전히 남아있는 유일한 것으로, 1883년 튀르키예의 아이든 부근에 있는 에페소스의 유적에서 발견되었다. 이후 콘스탄티노폴리스와 스톡홀름, 헤이그 등지로 옮겨졌다가 1966년부터 코펜하겐의 국립박물관에서 보관되고 있다.
이 묘비에 새겨져 있는 내용이 밝혀지면서 학계에 알려지게 되었으며, 1세기에서 2세기 경에 작곡된 것으로 추정된다. 작곡자는 알 수 없으나, 비문에 세이킬로스(고대 그리스어: Σείκιλος)라는 사람의 이름이 적혀 있어서, 그가 악보의 실제 작곡자로 추정된다. 가사의 내용에 대한 해석은 다양하나 세이킬로스가 죽은 아내 에우테르페를 추모하기 위한 내용이거나, 그리스 신화의 신인 무사를 찬양하는 노래라는 해석이 대체로 많다. 에우테르페는 무사의 이름이기도 하다. 묘비에는 음의 높이와 길이가 문자와 기호로 표현되어 있다.

## 가사
| 내용 (고대 그리스어)                                                                   | 로마자 독음                                                                                 | 해석                                                                                           |
| -------------------------------------------------------------------------------------- | ------------------------------------------------------------------------------------------- | ---------------------------------------------------------------------------------------------- |
| Ὅσον ζῇς φαίνου μηδὲν ὅλως σὺ λυποῦ πρὸς ὀλίγον ἐστὶ τὸ ζῆν τὸ τέλος ὁ xρόνος ἀπαιτεῖ. | Hoson zēs phainou mēden holōs sy lypou pros oligon esti to zēn to telos ho chronos apaitei. | 살아있는 동안, 빛나라 결코 그대 슬퍼하지 말라 인생은 찰나와도 같으며 시간은 마지막을 청할 테니 |

## 멜로디

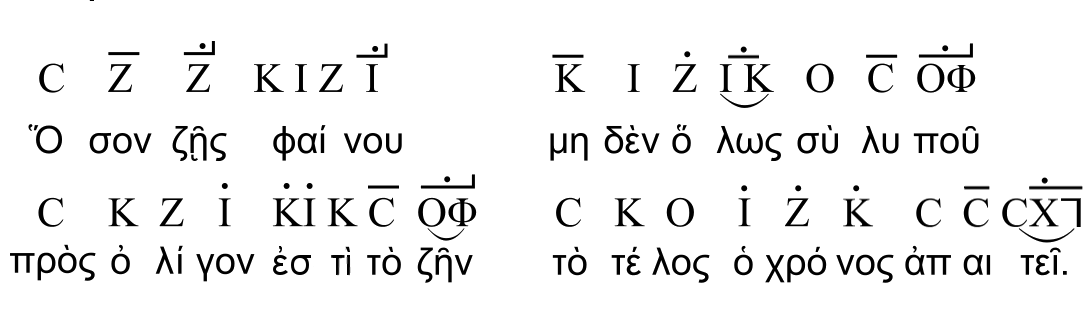
세이킬로스 "악보"

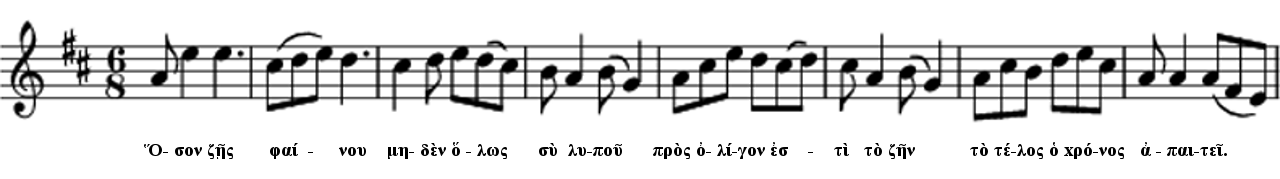
세이킬로스 비문의 멜로디

## 같이 보기
- 후리안 찬가 6번
- 델포이 찬가
- 메소메데스 찬가